# كريس أوينز (لاعب كرة قدم أمريكية)
كريس أوينز (بالإنجليزية: Chris Owens)‏ هو لاعب كرة قدم أمريكية أمريكي، ولد في 1 ديسمبر 1986 في لوس أنجلوس في الولايات المتحدة.

## وصلات خارجية
- كريس أوينز على موقع مرجع كرة القدم المحترفة.كوم (الإنجليزية)
- كريس أوينز على موقع كلية كرة القدم في سبورتس رفرنس.كوم (الإنجليزية)